# Zartonk
Zartonk – wieś w Armenii, w prowincji Armawir. W 2011 roku liczyła 2321 mieszkańców.